# Tryfon Triantafyllakos
Tryfon Triantafyllakos (griechisch Τρύφων Τριανταφυλλάκος; * 1891 in Athen; † unbekannt) war ein griechischer Fechter.

## Karriere
Triantafyllakos nahm erstmals 1912 an Olympischen Spielen teil. In Stockholm erreichte er im Degeneinzel das Viertelfinale, mit der Degenmannschaft belegte er den fünften Rang. Für den Säbeleinzelwettbewerb war er gemeldet, trat jedoch nicht an.
Bei den Olympischen Spielen 1924 in Paris gelang ihm im Degeneinzel erneut der Einzug ins Viertelfinale. Mit der Degenmannschaft sowie der Säbelmannschaft schied er jeweils in der ersten Runde aus. Zusätzlich war Triantafyllakos bei diesen Spielen als Schiedsrichter im Säbelfechten tätig.
Auch 1928 war er bei den Spielen in Amsterdam aktiv. Zum dritten Mal in Folge erreichte er im Degeneinzel das Viertelfinale. Mit der Degen- und der Säbelmannschaft blieb er erneut in der ersten Runde.
Seine vierte und letzte Olympiateilnahme hatte Triantafyllakos 1936 in Berlin, wo er mit der Degenmannschaft in der ersten Runde ausschied.